# Melanagromyza devia
Melanagromyza devia är en tvåvingeart som beskrevs av Spencer 1961. Melanagromyza devia ingår i släktet Melanagromyza och familjen minerarflugor.
Artens utbredningsområde är Madagaskar. Inga underarter finns listade i Catalogue of Life.